# Јасенак (Огулин)
Јасенак је насељено мјесто у саставу града Огулина, у Карловачкој жупанији, Република Хрватска.

## Географија
Јасенак се налази око 22 км југозападно од Огулина.

## Становништво
Према попису становништва из 2011. године, насеље Јасенак је имало 226 становника.
| Националност       | 1991. | 1981. | 1971. | 1961. |
| Срби               | 284   | 236   | 433   | 554   |
| Хрвати             | 13    | 13    | 13    | 31    |
| Југословени        | 30    | 126   | 2     | 2     |
| остали и непознато | 4     | 7     | 5     | 3     |
| Укупно             | 331   | 382   | 453   | 590   |

| Демографија | Демографија | Демографија |
| Година      | Становника  | Становника  |
| ----------- | ----------- | ----------- |
| 1961.       | 590         |             |
| 1971.       | 453         |             |
| 1981.       | 382         |             |
| 1991.       | 331         |             |
| 2001.       | 301         |             |
| 2011.       |             | 226         |

## Попис 1991.
На попису становништва 1991. године, насељено место Јасенак је имало 331 становника, следећег националног састава:
| Попис 1991.‍ | Попис 1991.‍ | Попис 1991.‍ | Попис 1991.‍ | Попис 1991.‍ |
| ----------- | ----------- | ----------- | ----------- | ----------- |
|             |             |             |             |             |
| Срби        | Срби        |             | 284         | 85,80%      |
| Југословени | Југословени |             | 30          | 9,06%       |
| Хрвати      | Хрвати      |             | 13          | 3,92%       |
| Муслимани   | Муслимани   |             | 3           | 0,90%       |
| Мађари      | Мађари      |             | 1           | 0,30%       |
| укупно: 331 |             |             |             |             |